# Jan van Dijk (calciatore)
Johannes Hermannus van Dijk, detto Jan (Deventer, 10 dicembre 1956), è un allenatore di calcio ed ex calciatore olandese, di ruolo centrocampista.
È il padre di Gregoor e Dominique van Dijk, a loro volta calciatori.

## Palmarès

### Allenatore

#### Competizioni nazionali
- Eerste Divisie: 1

VVV-Venlo: 2008-2009